# سد كاهورا باسا

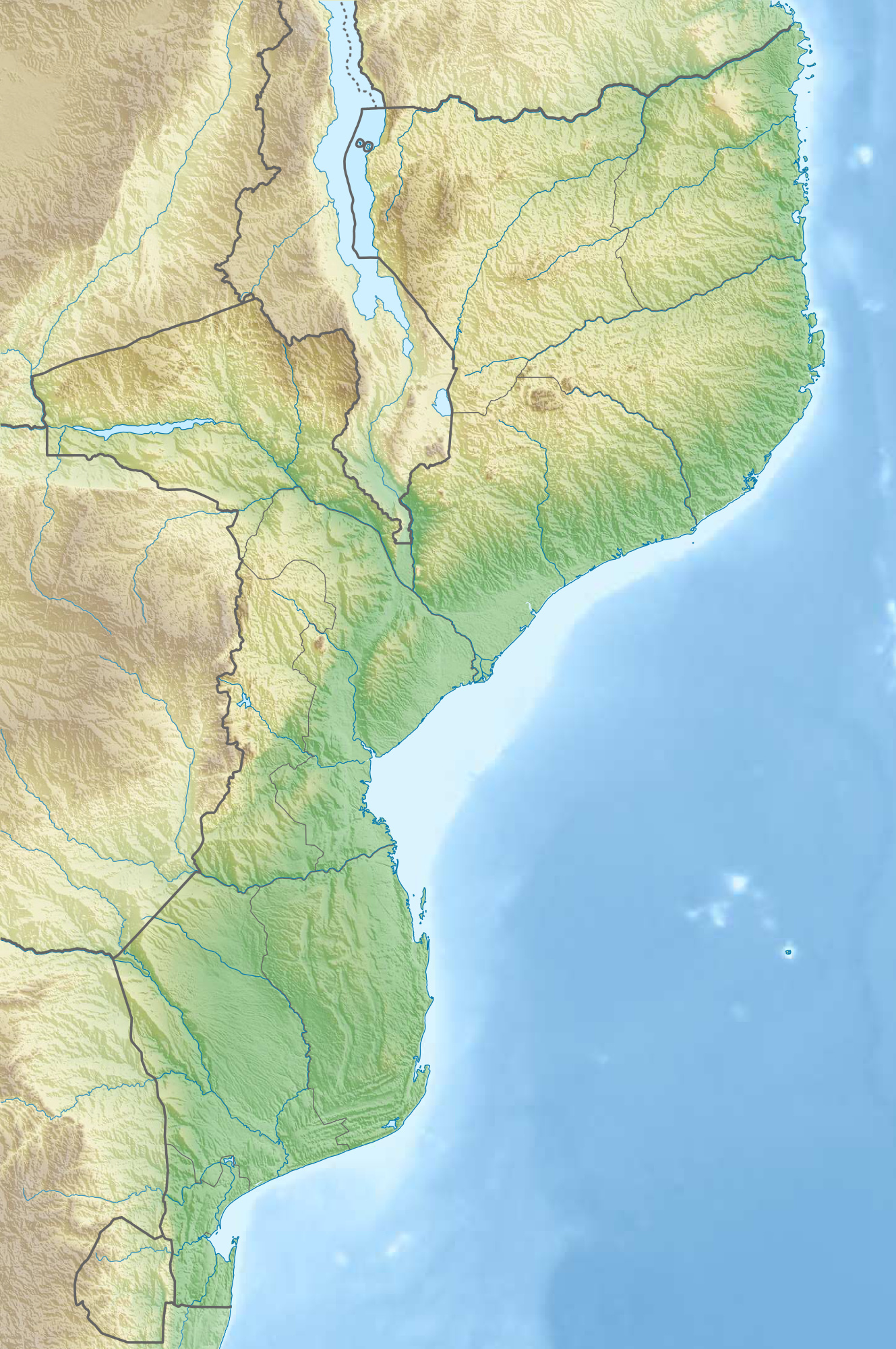
موقع سد كاهورا باسا على نهر الزامبيزي في موزمبيق

سد كاهورا باسا هو سد في جمهورية موزمبيق, ويعتبر واحداً من السدود الثلاثة الرئيسة على نهر الزامبيزي في أفريقيا.

## التاريخ
بدأ العمل في وضع حجر الأساس لهذا السد عام 1969 من قبل الحكومة الاستعمارية البرتغالية للموزمبيق، وبني هذا السد في منتصف عام 1970 ، وبدأ السد بالامتلاء بالمياه في ديسمبر عام 1974.

## مواصفات السد والبحيرة
يبلغ ارتفاع السد 171 متر، وعرضه 303 متر . أما البحيرة التي تشكلت بعد الانتهاء من إنشاء السد وصل أقصى امتداد لها حوالي 250 كيلومتر، وعرضها 38 كيلومتر . وغمرت المياه مساحة وصلت إلى 2700 كيلومتر مربع وبمعدل عمق 20,9 متر 

## محطات الطاقة
يعتبر نظام كاهورا باسا من أكبر مصادر الطاقة الكهرومائية في جنوبي أفريقيا، ويحتوي على خمس مولدات (توربينات) طاقتها 415 ميجاوات . ويشمل النظام محطتا تحويل إحداهما في سونغو في موزمبيق والأخرى في أبوللو بجنوب أفريقيا ، وهناك خطين متوازيين من خطوط الطاقة بين هاتين المحطتين تغطيان 1400 كيلومتر منها 900 كيلومتر في مناطق وحدود موزمبيق.

## وصلات خارجية
Cabora Bassa dam سد كابورا باسا